# Juno (sonda kosmiczna)

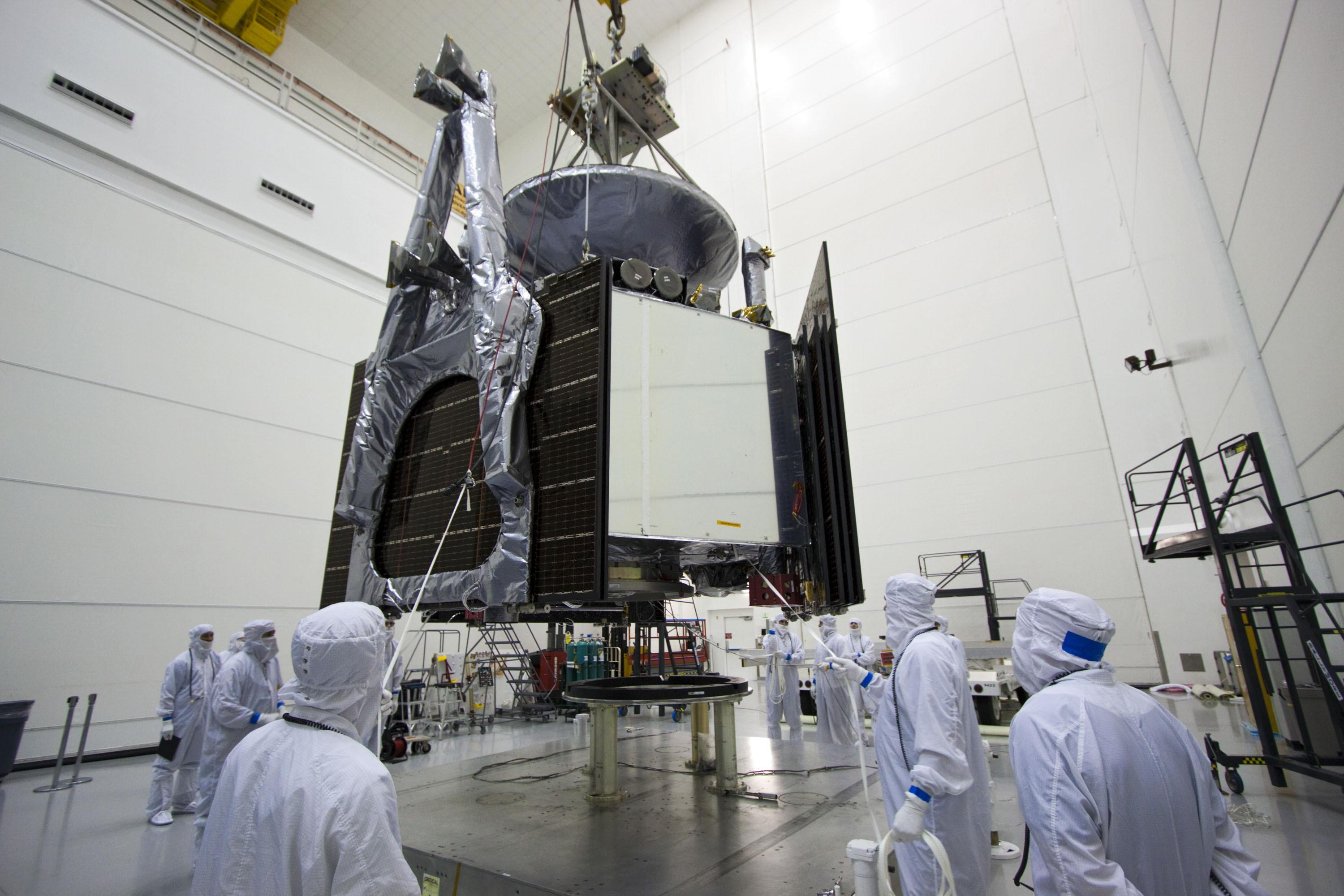
Sonda Juno podczas przygotowań przedstartowych

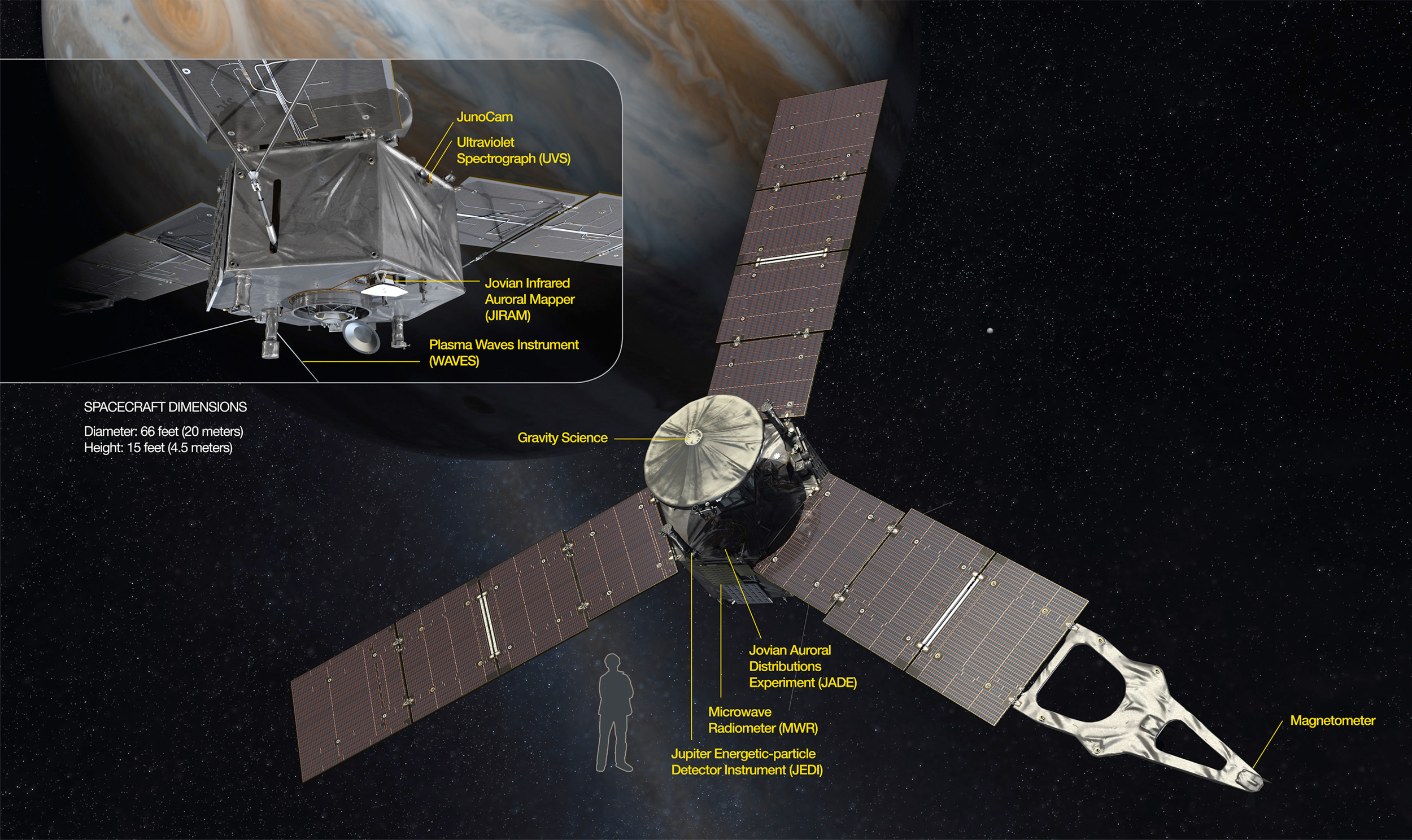
Rozmieszczenie instrumentów naukowych sondy Juno

Juno – bezzałogowa sonda kosmiczna amerykańskiej agencji kosmicznej NASA. Sztuczny satelita Jowisza. Juno jest drugą misją realizowaną w ramach programu New Frontiers. Głównym zadaniem misji jest zrozumienie pochodzenia i ewolucji Jowisza, co poprawi wiedzę na temat fundamentalnych procesów formowania i wczesnej ewolucji Układu Słonecznego.
Sonda Juno została wystrzelona 5 sierpnia 2011 przez rakietę nośną Atlas V (konfiguracja 551) i wprowadzona na orbitę heliocentryczną. Po ponad dwóch latach lotu ponownie zbliżyła się do Ziemi, żeby wykorzystać jej asystę grawitacyjną. 5 lipca 2016, po prawie pięciu latach lotu, Juno wykonała manewr wejścia na orbitę polarną wokół Jowisza. Sonda miała prowadzić obserwacje planety do lipca 2021. Misję sondy przedłużono do września 2025. Na jej zakończenie planowana jest deorbitacja i spalenie sondy w atmosferze Jowisza.

## Cele naukowe misji
Misja poświęcona jest badaniom składu i struktury atmosfery, pomiarom pola magnetycznego, pola grawitacyjnego oraz magnetosfery Jowisza.
- Skład atmosfery – zbadanie procesu formowania i pochodzenia atmosfery Jowisza oraz możliwego procesu migracji planet dzięki wykonaniu pomiarów globalnej obfitości wody i amoniaku:
  - pomiar globalnego stosunku tlenu do wodoru (obfitość wody) w atmosferze;
  - pomiar globalnego stosunku azotu do wodoru (obfitość amoniaku) w atmosferze.
- Struktura atmosfery – zbadanie zmienności w głębokich warstwach atmosfery Jowisza związanej z warunkami meteorologicznymi, składem, profilami temperatury, nieprzezroczystością obłoków i dynamiką atmosfery:
  - określenie stopnia nieprzezroczystości dla mikrofal (microwave opacity) jako funkcji szerokości planetograficznej i wysokości (ciśnienia);
  - określenie głębokości obłoków i struktur atmosfery jak strefy, pasy i plamy oraz wykonanie map dynamicznej zmienności obfitości amoniaku i wody;
  - scharakteryzowanie stopnia nieprzezroczystości dla mikrofal polarnych rejonów atmosfery.
- Pole magnetyczne – zbadanie drobnych struktur w polu magnetycznym Jowisza, dostarczenie informacji na temat jego wewnętrznej struktury oraz natury dynama:
  - wykonanie globalnych map pola magnetycznego Jowisza przez bezpośrednie pomiary pola w bliskich odległościach radialnych;
  - określenie spektrum magnetycznego pola dostarczającego informacji o promieniu jądra dynama;
  - obserwacja zmienności długookresowej pola magnetycznego.
- Pole grawitacyjne – zbadanie dystrybucji masy wewnątrz planety:
  - dostarczenie ograniczeń na masę jądra planety dzięki określeniu pola grawitacyjnego;
  - detekcja odśrodkowej odpowiedzi planety na własną rotację różnicową (wiatry) na głębokościach o ciśnieniu kilobarów i większej;
  - zbadanie odpowiedzi na pływy wywołane przez księżyce Jowisza.
- Magnetosfera biegunowa – zbadanie trójwymiarowej struktury magnetosfery w obszarach biegunowych i obserwacja zórz polarnych:
  - zbadanie podstawowych procesów zorzowych odpowiedzialnych za przyspieszanie cząstek;
  - scharakteryzowanie zorientowanych zgodnie z polem (field-aligned) prądów przekazujących moment pędu z Jowisza do jego magnetosfery;
  - zidentyfikowanie i scharakteryzowanie zorzowych emisji fal radiowych i plazmowych związanych z przyspieszaniem cząstek;
  - scharakteryzowanie natury, lokalizacji i skali przestrzennej struktur zorzowych.

## Konstrukcja sondy
Kadłub sondy ma kształt graniastosłupa sześciokątnego o wymiarach 3,5 m × 3,5 m. Jego konstrukcja wykonana jest głównie z materiałów kompozytowych. Większość instrumentów naukowych została umieszczona na górnym i dolnym panelu kadłuba. Jedynie magnetometr znajduje się poza zasadniczą jednostką sondy, na panelu słonecznym. Większość awioniki sondy i elektroniki instrumentów została umieszczona wewnątrz wykonanej z tytanu ochronnej konstrukcji, tzw. „skarbca”, o wymiarach 0,8 × 0,8 × 0,6 m i masie około 150 kg, którego ściany mają grubość 1 cm. Znajduje się on na szczycie górnego pokładu kadłuba, pod anteną główną. Znacząco zmniejsza on narażenie znajdującej się wewnątrz elektroniki na promieniowanie jonizujące, do maksimum 25 krad, podczas gdy wnętrze kadłuba jest narażone na dawkę około 11 Mrad. W skład systemu sterowania (Command and Data Handling) wchodzi procesor RAD750 z 256 MB pamięci flash i 128 MB pamięci DRAM. Całkowita masa sondy przy starcie wynosiła 3625 kg, w tym masa konstrukcji 1593 kg i masa materiałów pędnych 2032 kg (1280 kg paliwa i 752 kg utleniacza).
Juno jest pierwszą sondą badającą Jowisza, dla której źródłem energii elektrycznej są ogniwa słoneczne. Muszą one sprawnie pracować w warunkach niskiego natężenia promieniowania słonecznego, wynoszącego 3,4% natężenia na orbicie Ziemi, w niskich temperaturach sięgających do -140 °C i przy wysokich poziomach promieniowania jonizującego. Trzy skrzydła paneli fotowoltaicznych są umieszczone promieniście wokół kadłuba. Każde ze skrzydeł ma wymiary 8,9 × 2,65 m. Dwa ze skrzydeł składają się z 4 paneli ogniw każda. Ostatnie skrzydło ma 3 panele, natomiast miejsce ostatniego panelu zajmuje konstrukcja magnetometru. Wykonane z arsenku galu ogniwa, w łącznej liczbie 18 698 komórek, były w stanie dostarczać w okolicy orbity Ziemi energii o mocy około 14 kW, która po wejściu na orbitę wokół Jowisza spadła do około 460 W, a pod koniec misji wyniesie około 410 W. Od startu aż do końca misji panele będą pozostawać stale oświetlone przez Słońce, z wyjątkiem kilkunastu minut podczas przelotu obok Ziemi. Dwie baterie litowo-jonowe, o pojemności 55 amperogodzin, dostarczają energii, gdy panele nie są oświetlone. Ogniwa słoneczne dla Juno powstały w zakładach Spectrolab Inc. należących do koncernu Boeing.
System napędowy sondy składa się z dwóch układów – na dwuskładnikowy i jednoskładnikowy materiał pędny.
Silnik główny Leros-1b wykorzystujący dwuskładnikowy materiał pędny (tetratlenek diazotu i hydrazynę) ma ciąg 662 N i impuls właściwy 318,6 s. Ruchoma osłona chroni jego dyszę przed uderzeniami cząstek pyłu. Używany był do największych manewrów podczas misji. Po wejściu na orbitę wstępną wokół Jowisza wystąpiły problemy z zaworami helu w systemie paliwowym silnika głównego i zrezygnowano z jego dalszego używania. System na jednoskładnikowy materiał pędny wykorzystuje hydrazynę służącą do zasilania 12 silników korekcyjnych, które rozmieszczone są w czterech przymocowanych do kadłuba zestawach silnikowych – po dwa na górnym i dolnym pokładzie. Każdy z silników korekcyjnych ma ciąg 4,5 N. Służą one do kontroli położenia sondy i wykonywania większości manewrów korekcyjnych.
Do łączności z Ziemią, przez większą część misji, używana jest antena o wysokim zysku (High-Gain Antenna, HGA) o średnicy 2,5 m, z nadajnikiem o mocy 25 W pracującym w paśmie X na częstotliwości 8,4 GHz (o zysku 43 dBi) i odbiornikiem na częstotliwości 7,1 GHz (o zysku 41,5 dBi). Poza łącznością z Ziemią antena główna wykorzystywana jest w pasmach Ka i X przez radiowy eksperyment pomiarów pola grawitacyjnego. Juno posiada także przednią antenę o średnim zysku (MGA), dwie anteny – przednią (FLGA) i tylną (ALGA) – o niskim zysku oraz dodatkowo antenę toroidalną o niskim zysku (TLGA). Na Ziemi łączność z sondą utrzymuje sieć Deep Space Network, z antenami o średnicach 34 i 70 m.
Sonda jest stabilizowana obrotowo. Prędkość wirowania zmienia się w zależności od fazy misji: 1 obrót na minutę podczas biernej fazy lotu, 2 obroty na minutę podczas prowadzenia obserwacji naukowych i 5 obrotów na minutę podczas manewrów z użyciem silnika głównego. Wirowanie nadaje sondzie stabilność oraz umożliwia przemiatanie Jowisza przez pole widzenia instrumentów.

## Instrumenty naukowe sondy
Cele misji zostaną zrealizowane przy użyciu 29 czujników dostarczających danych do 9 instrumentów na pokładzie sondy. 8 z tych instrumentów składa się na ładunek naukowy, natomiast kamera JunoCam traktowana jest jako dodatkowy instrument przeznaczony dla celów edukacji i oświaty publicznej.
| Instrument                                                                                     | Ilustracja | Opis instrumentu Wykonawca i kierownik instrumentu |
| ---------------------------------------------------------------------------------------------- | ---------- | --- |
| Gravity Science – eksperyment pomiarów pola grawitacyjnego                                     |            | System telekomunikacyjny sondy: transpondery sondy w paśmie Ka i paśmie X. Systemy odbiorcze sieci Deep Space Network na Ziemi. Wykonawcy: Agenzia Spaziale Italiana (translator pasma Ka); NASA Jet Propulsion Laboratory w Pasadenie (transponder pasma X) Kierownik: William Folkner z NASA Jet Propulsion Laboratory |
| Magnetometer (MAG) – magnetometr                                                               |            | Dwa trójosiowe magnetometry transduktorowe na szczycie skrzydła paneli słonecznych, w odległości 10 i 12 m od centrum sondy. Advanced Stellar Compass (ASC) – szukacze gwiazd (4 kamery CCD) dostarczające dokładnych danych o orientacji sondy w przestrzeni. Wykonawcy: NASA Goddard Space Flight Center w Greenbelt, Maryland (magnetometry); Danmarks Tekniske Universitet w Kongens Lyngby, Dania (Advanced Stellar Compass) Kierownik: John Connerney z NASA Goddard Space Flight Center                                                                             |
| Microwave Radiometer (MWR) – radiometr mikrofal                                                |            | 6 radiometrów, każdy z oddzielną anteną. Pomiary w zakresie fal o częstotliwości 0,6–22 GHz (o długości 1,37–50 cm) – odbiorniki o centralnych częstotliwościach: 0,6; 1,25; 2,6; 5,2; 10 i 22 GHz. Sondowanie głębokich warstw atmosfery planety do poziomu ciśnienia około 1000 barów (do głębokości około 550 km). Wykonawca: NASA Jet Propulsion Laboratory Kierownik: Michael Janssen z NASA Jet Propulsion Laboratory |
| Jupiter Energetic Particle Detector Instrument (JEDI) – detektor cząstek energetycznych        |            | 3 identyczne detektory cząstek ze spektrometrami mas time-of-flight. Pomiary jonów w zakresie energii 10 keV – 8 MeV i elektronów w zakresie energii 25–800 keV. Wykonawca: Johns Hopkins University Applied Physics Laboratory w Laurel, Maryland Kierownik: Barry Mauk z Johns Hopkins University/Applied Physics Laboratory |
| Jovian Auroral Distributions Experiment (JADE) – instrument do badania rozkładu zórz polarnych |            | Zestaw detektorów złożony z 3 analizatorów elektronów i spektrometru masowego jonów. Pomiary elektronów (w zakresie energii 100 eV – 95 keV) oraz jonów wodoru, helu, tlenu i siarki o niskiej energii (10 eV – 46 keV). Wykonawca: Southwest Research Institute w San Antonio, Teksas Kierownik: Phil Valek z Southwest Research Institute |
| Waves – odbiornik fal radiowych i plazmowych                                                   |            | Elektryczna antena dipolowa i magnetyczna antena cewkowa wraz z odbiornikami. Pomiary pól elektrycznych i pól magnetycznych związanych z emisją fal radiowych i plazmowych w obszarach polarnych magnetosfery Jowisza, w zakresie częstotliwości od 50 Hz do ∼40MHz. Wykonawca: University of Iowa w Iowa City Kierownik: William Kurth z University of Iowa |
| Ultraviolet Imaging Spectrograph (UVS) – spektrograf obrazujący w ultrafiolecie                |            | Spektrograf obrazujący w zakresie długości fal 68–210 nm. Obrazowanie i pomiary spektralne w ultrafiolecie obszarów emisji zorzowej. Wykonawca: Southwest Research Institute w San Antonio, Teksas Kierownik: Randy Gladstone z Southwest Research Institute |
| Jovian Infrared Auroral Mapper (JIRAM) – instrument obrazujący w podczerwieni                  |            | Kamera podczerwieni i spektrometr podczerwieni. Pomiary w zakresie długości fal 2,0–5,0 μm. Obrazowanie i sondowanie obszarów zorzowych i górnych warstw atmosfery Jowisza do poziomu ciśnienia 5–7 barów (na głębokości 50–70 km). Wykonawcy: Istituto Nazionale di Astrofisica w Mediolanie; Selex-Galileo Avionica Kierownik: Alberto Adriani z Istituto Nazionale di Astrofisica |
| JunoCam – kamera                                                                               |            | Kamera szerokokątna z 4 filtrami barwnymi: 420–520 nm (niebieski), 500–600 nm (zielony), 600–800 nm (czerwony) i 878–899 nm (pasmo absorpcji metanu). Obrazy tworzone przez przemiatanie pola widzenia podczas wirowania sondy. Rozdzielczość 1600 × 4800 pikseli (w pasmie metanu 800 × 2400 pikseli). Zdolność rozdzielcza 673 μrad/piksel (od około 3 km/piksel na poziomie powierzchni chmur planety w peryapsis do 1800 km/piksel w apoapsis). Wykonawca: Malin Space Science Systems w San Diego, Kalifornia Kierownik: Michael Ravine z Malin Space Science Systems |

## Przebieg misji

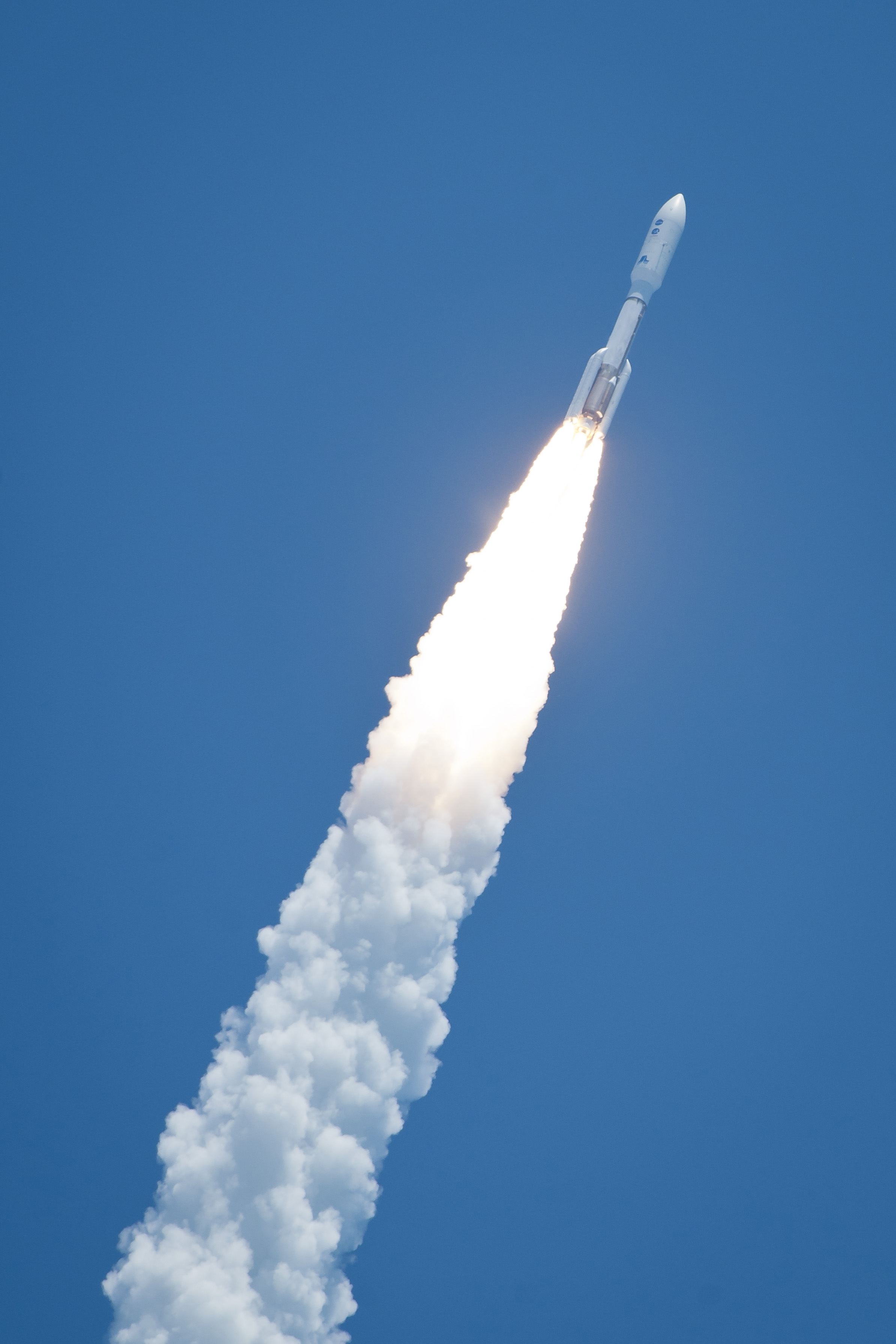
Start rakiety Atlas V z Juno na pokładzie

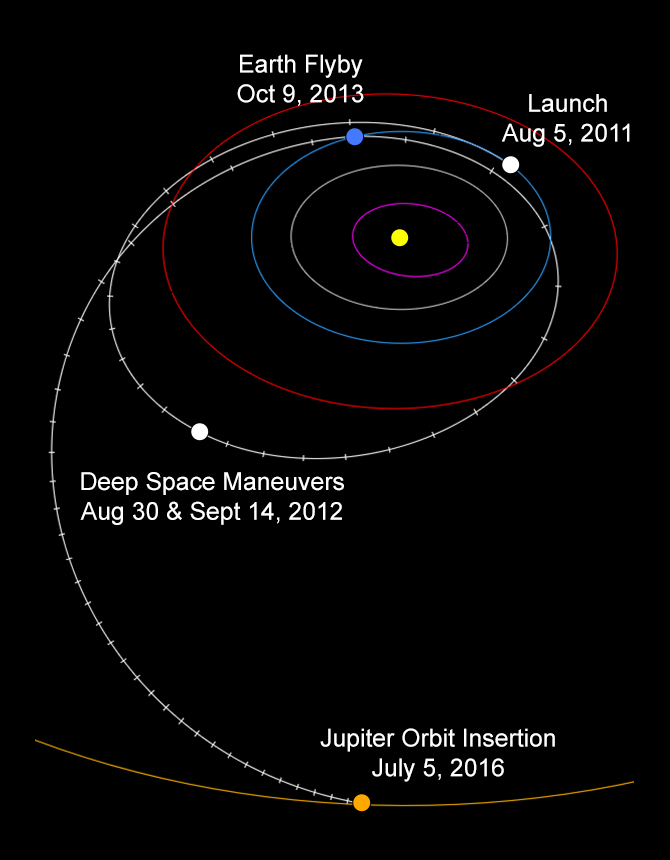
Trajektoria międzyplanetarna sondy Juno

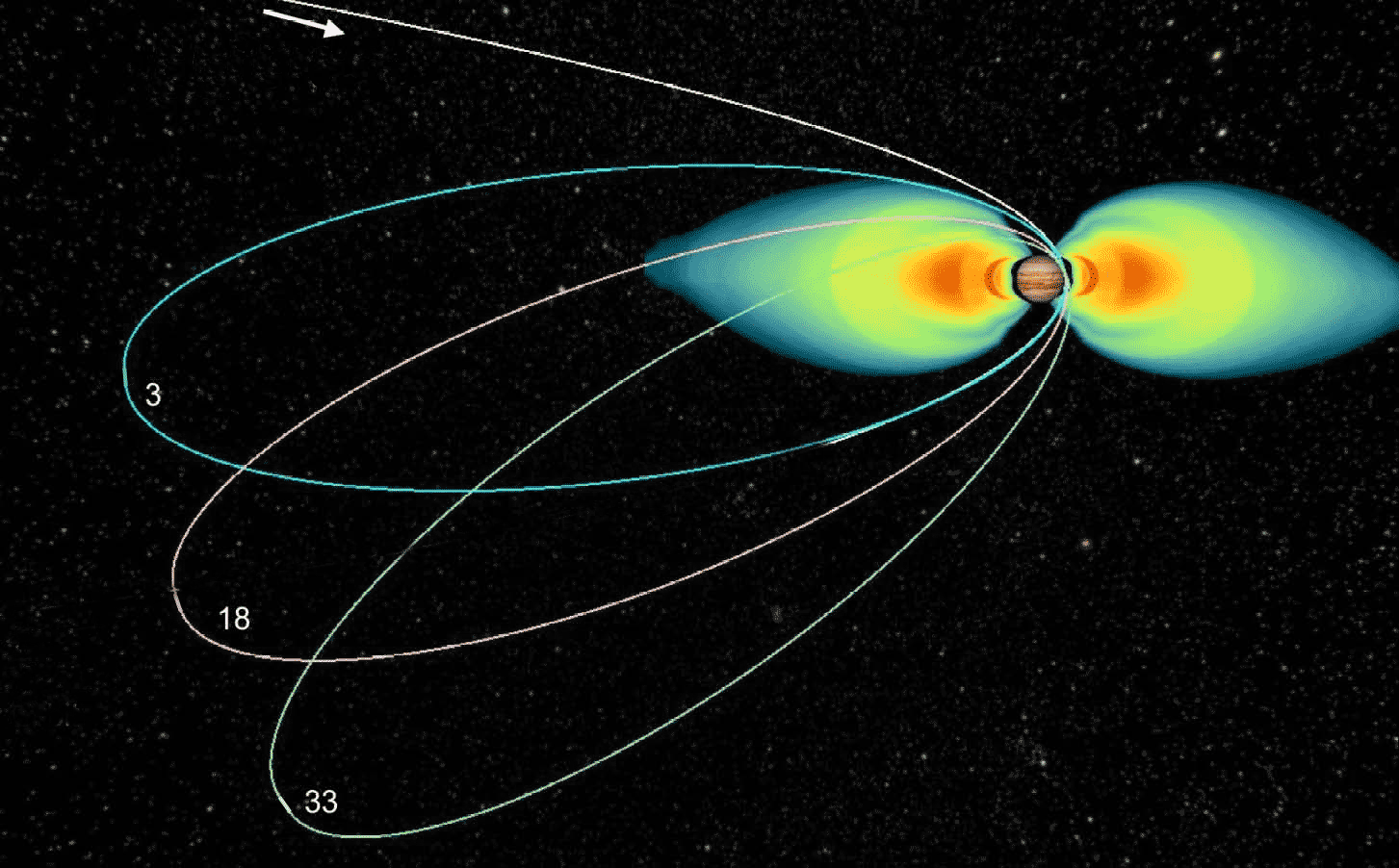
Przebieg orbit sondy Juno w stosunku do pasów radiacyjnych Jowisza

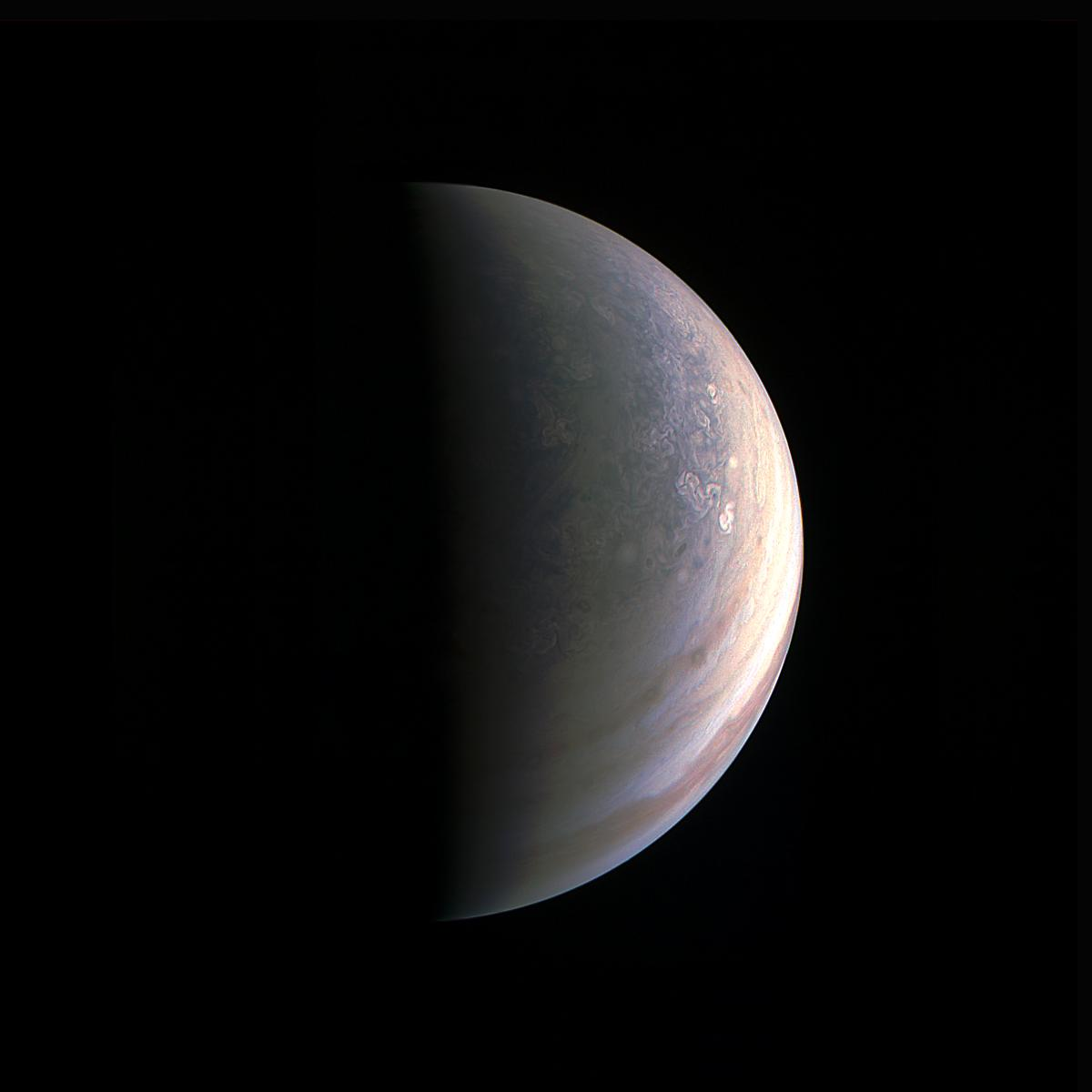
Zdjęcie Jowisza wykonane przez kamerę JunoCam

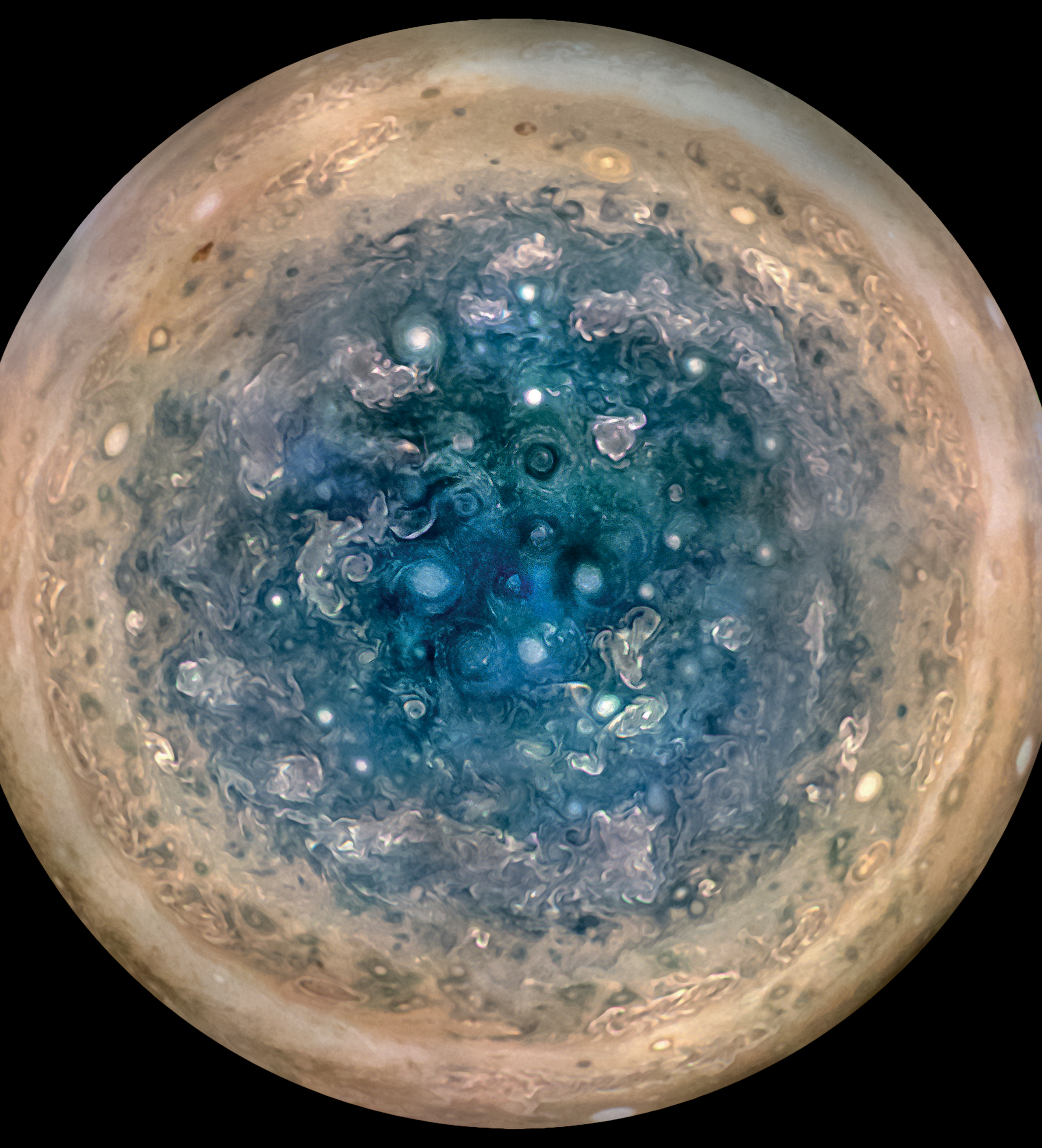
Obszar południowego bieguna Jowisza. Obraz w barwach nienaturalnych ze zdjęć wykonanych przez kamerę JunoCam

Misja Juno została wybrana do realizacji w konkursie rozstrzygniętym w maju 2005, jako druga w kolejności misja w programie NASA New Frontiers. Według pierwotnych planów start sondy miał nastąpić w 2009 roku, lecz z powodu ograniczeń w budżecie NASA uległ przesunięciu na 2011 rok. Montaż sondy rozpoczął się 1 kwietnia 2010 w zakładach koncernu Lockheed Martin Space Systems w Denver. 8 kwietnia 2011 Juno została przetransportowana drogą lotniczą na kosmodrom Cape Canaveral, gdzie zostały przeprowadzone finalne etapy montażu i testów przedstartowych sondy oraz jej integracja z rakietą nośną Atlas V 551.
Start sondy nastąpił 5 sierpnia 2011 o 16:25 UTC, ze stanowiska startowego SLC-41 na Cape Canaveral Air Force Station. Po 10 min 45 s rakieta nośna wprowadziła sondę na wstępną orbitę parkingową. Po kolejnych 31 minutach nastąpił powtórny zapłon górnego członu Centaur rakiety nośnej, którego praca trwała przez następne 9 min. O 17:18 UTC Juno odłączyła się od członu Centaur, po czym pomyślnie rozłożyła skrzydła baterii słonecznych.
Po starcie sonda weszła na sięgającą poza orbitę Marsa orbitę heliocentryczną o peryhelium 1,0 j.a., aphelium 2,26 j.a. i nachyleniu względem ekliptyki 0,1°. Uzyskana przez Juno przy starcie energia charakterystyczna (C3) wyniosła 31,10 km² s-².
Ponieważ orbita sondy po starcie bardzo dokładnie odpowiadała zaplanowanej, zrezygnowano z przeprowadzenia pierwszego z przewidzianych manewrów korekcyjnych (TCM-1). 1 lutego 2012 o 18:10 UTC wykonano trwający 25 min manewr korekcji trajektorii TCM-2 (Δv = 1,2 m s-1).
W pobliżu aphelium swej orbity Juno wykonała manewry DSM (Deep Space Maneuvers), konieczne dla przeprowadzenia późniejszego manewru asysty grawitacyjnej ze strony Ziemi. Ponieważ silnik główny nie był zaprojektowany do działania przez czas konieczny do wykonania manewru DSM jednorazowo, został on podzielony na dwie części. 30 sierpnia 2012 sonda wykonała pierwszą część manewru (DSM-1), który zmienił jej prędkość (Δv) o 344,284 m s-1. Manewr DSM-2 miał być wykonany cztery dni po DSM-1, został jednak opóźniony o 10 dni z powodu zarejestrowania podczas DSM-1 podwyższonych wartości temperatury i ciśnienia utleniacza w instalacji silnika. DSM-2 został wykonany z sukcesem 14 września 2012 (Δv = 387,941 m s-1). 3 października 2012 przeprowadzono niewielki manewr korekcji orbity po manewrach DSM, TCM-5 (Δv = 1,8 m s-1).
Zbliżając się do Ziemi, 31 sierpnia 2013 sonda przeszła przez peryhelium, w odległości 0,88 j.a. od Słońca. W celu zminimalizowania ryzyka przypadkowego zderzenia sondy z Ziemią, manewry DSM i TCM-5 skierowały trajektorię Juno w miejsce oddalone od docelowego miejsca przelotu obok planety. W celu usunięcia tego przesunięcia trajektorii, 7 sierpnia 2013 wykonano manewr TCM-6 (Δv = 3,4 m s-1) oraz 9 września 2013 manewr TCM-7 (Δv = 0,1 m s-1). Wykonanie kolejnego manewru (TCM-8) okazało się niepotrzebne.
Największe zbliżenie do Ziemi miało miejsce 9 października 2013 o 19:21:24 UTC. Juno przeleciała na wysokości 561,1 km nad okolicą południowego wybrzeża Afryki. Wykonany w efekcie przelotu manewr asysty grawitacyjnej zwiększył prędkość sondy o 7,3 km s-1 i skierował ją na orbitę prowadzącą do Jowisza, o aphelium 5,44 j.a. Podczas przelotu Juno znalazła się przez 19,5 min w cieniu Ziemi, z nieoświetlonymi przez Słońce bateriami słonecznymi, co było jedynym takim przypadkiem podczas całej misji. Podczas przebywania w cieniu Ziemi sonda weszła w stan bezpieczny (safe mode), z którego została wyprowadzona 11 października.
Od 13 do 18 października 2013, Juno ponownie znajdowała się w stanie bezpiecznym, z powodu błędu w pracy pokładowego szukacza gwiazd. 13 listopada 2013 wykonany został manewr TCM-9 korygujący orbitę osiągniętą po przelocie obok Ziemi (Δv = 2,0 m s-1). Zrezygnowano z przeprowadzenia kolejnego manewru TCM-10.
W lipcu 2015 NASA zatwierdziła zmiany w planie misji sondy na orbicie Jowisza. Planowana orbita wstępna, z czasem obiegu 107 dni, została zmieniona na dwie orbity o okresie 53,5 dnia, a okres orbitalny orbit roboczych wydłużono z 11 do 14 dni. Zmodyfikowany plan wydłużył czas trwania misji Juno z 15 do 20 miesięcy, a sonda miała okrążyć Jowisza 37 razy. Dodatkowy czas misji miał nie zmienić zakresu zaplanowanych badań.
3 lutego 2016 sonda wykonała manewr TCM-11 (Δv = 0,31 m s-1).
5 lipca 2016 o 02:30 UTC, Juno uruchomiła  na 35 min 2 s silnik główny i wykonała manewr JOI (Jupiter Orbit Insertion). Zmienił on prędkość sondy o Δv = 541,7 m s-1 i wprowadził ją na orbitę okołobiegunową wokół Jowisza o parametrach: perycentrum 3900 km, apocentrum 8 029 000 km, nachylenie 89,8°. Podczas tego kluczowego dla misji manewru wszystkie instrumenty na pokładzie sondy były wyłączone. W momencie największego zbliżenia do Jowisza, o 02:47 UTC, Juno znalazła się w odległości 4700 km nad poziomem chmur. Pierwsza orbita Juno miała okres obiegu wynoszący 53,5 dnia.
31 lipca 2016 sonda znalazła się w największej odległości od Jowisza (apojowium) – 8,1 milionów kilometrów.
27 sierpnia Juno przeleciała przez peryjowium 1, w odległości 4200 km nad powierzchnią chmur Jowisza, tym razem z włączonymi wszystkimi instrumentami naukowymi.
14 października 2016, podczas przygotowań do zaplanowanego na 19 października uruchomienia silnika głównego, wykryto nieprawidłowe działanie dwóch zaworów helu w systemie paliwowym sondy. Otworzenie zaworów trwało kilka minut zamiast kilku sekund. Z tego powodu podjęto decyzję o przełożeniu manewru zmniejszenia okresu obiegu (PRM – Period Reduction Maneuver), który miał skrócić okres obiegu sondy wokół Jowisza do 14 dni. Następnym możliwym terminem wykonania manewru PRM mógł być kolejny przelot przez peryjowium w dniu 11 grudnia 2016.
19 października 2016 Juno przeleciała przez peryjowium 2. Ponad 13 godzin wcześniej układ monitorujący oprogramowanie wydał komendę restartu komputera pokładowego, co spowodowało przejście sondy w tryb bezpieczny (safe mode). Wszystkie instrumenty zostały wyłączone i nie wykonano żadnych zaplanowanych podczas przelotu obserwacji naukowych. Sonda została wyprowadzona z trybu bezpiecznego 24 października.
11 grudnia 2016 sonda przeleciała przez peryjowium 3. Podczas przelotu włączone zostało 7 urządzeń naukowych. Silnik główny nie został uruchomiony i Juno pozostała na 53-dniowej orbicie wstępnej.
17 lutego 2017 NASA ostatecznie zdecydowała o rezygnacji z ponownego użycia niesprawnego silnika głównego. Juno pozostanie na obecnej orbicie, o okresie obiegu 53 dni, do końca misji. Nie wpłynie to na jakość danych zbieranych przez instrumenty naukowe podczas każdego przelotu przez peryjowium. Dotychczasowa orbita umożliwi też przeprowadzenie dodatkowych badań odległych obszarów magnetosfery Jowisza.
Silnie eliptyczne okołobiegunowe orbity sondy pozwalają na uniknięcie przelotów przez najbardziej niebezpieczne obszary pasów radiacyjnych planety. Podczas peryapsis Juno będzie zbliżać się na odległość sięgającą od 4200 km do 7900 km powyżej szczytów chmur w rejonie północnego bieguna Jowisza. W apoapsis sonda będzie się oddalać od planety na odległość około 8 milionów km. W pobliżu peryapsis sonda będzie się też poruszała z prędkością około 65 km/s, szybciej niż jakikolwiek pojazd wykonany przez człowieka.
Według pierwotnego planu misję miał zakończyć manewr deorbitacji podczas 37. orbity i zniszczenie sondy przy wtargnięciu w atmosferę Jowisza 20 lutego 2018. Po decyzji NASA o rezygnacji z przeprowadzenia manewru zmniejszenia okresu obiegu planety, Juno miała pozostać na orbicie przynajmniej do lipca 2018, z możliwością dalszego przedłużenia misji.
6 czerwca 2018 NASA ogłosiła decyzję o przedłużeniu misji Juno do lipca 2021. Umożliwi to osiągnięcie zaplanowanych głównych celów naukowych misji.
30 września 2019 o 23:46 UTC, korzystając z silników korekcyjnych, sonda rozpoczęła trwający 10,5 h manewr korekcji orbity. Manewr zużył około 73 kg paliwa i zmienił prędkość Juno o 203 km/h. Dzięki zmianie trajektorii, sonda uniknęła przelotu przez cień Jowisza w dniu 3 listopada 2019 roku, z nieoświetlonymi przez Słońce przez 12 godzin bateriami słonecznymi, co spowodowałoby wyczerpanie baterii pokładowych i awarię sondy.
8 stycznia 2020 po rekomendacji panelu naukowców, NASA podjęła decyzję o kolejnym wydłużenie misji, tym razem o 4 lata do września 2025 roku. Głównym celem sondy będą teraz trzy z czterech największych księżyców Jowisza: Ganimedes, Europa oraz Io. Instrumenty sondy będą badać także pierścienie Jowisza i ilość wody występującej w jego atmosferze. Pierwszym z księżyców, w którego w odległości ok. 1000 km przeleci sonda będzie Ganimedes. Przelot odbędzie się w połowie roku 2021. Następnie Juno wykona kilka przelotów w pobliżu księżyca Europa, z czego najmniejsza odległość podczas przelotu pod koniec 2022 roku będzie wynosiła ok. 320 km. W roku 2024 sonda wykona dwa przeloty w okolicy Io w odległości ok. 1500 km.

### Lista przelotów obok Jowisza
| Numer peryjowium            | Data przelotu przez peryjowium | Minimalna odległość od Jowisza [km] | Uwagi |  |
| --------------------------- | ------------------------------ | ----------------------------------- | --- |  |
| 0                           | 5 lipca 2016                   | 4700                                | Manewr wejścia na orbitę. Bez obserwacji naukowych.                                                                      |  |
| PJ1                         | 27 sierpnia 2016               | 4200                                | Czynne wszystkie instrumenty.                                                                                            |  |
| PJ2                         | 19 października 2016           | 4200                                | Odwołany manewr zmniejszenia okresu obiegu. Sonda w trybie bezpiecznym, bez obserwacji naukowych.                        |  |
| PJ3                         | 11 grudnia 2016                | 4150                                | Przelot poświęcony pomiarom pola grawitacyjnego (Gravity Science Pass). Czynne wszystkie instrumenty, z wyjątkiem JIRAM. |  |
| PJ4                         | 2 lutego 2017                  | 4300                                | Czynne wszystkie instrumenty.                                                                                            |  |
| PJ5                         | 27 marca 2017                  | 4400                                | Czynne wszystkie instrumenty.                                                                                            |  |
| PJ6                         | 19 maja 2017                   | 3500                                | Czynne wszystkie instrumenty.                                                                                            |  |
| PJ7                         | 11 lipca 2017                  | 3500                                | Czynne wszystkie instrumenty.                                                                                            |  |
| PJ8                         | 1 września 2017                | 3500                                | Czynne wszystkie instrumenty.                                                                                            |  |
| PJ9                         | 24 października 2017           | 3500                                | Czynne wszystkie instrumenty.                                                                                            |  |
| PJ10                        | 16 grudnia 2017                | 3500                                | Czynne wszystkie instrumenty                                                                                             |  |
| PJ11                        | 7 lutego 2018                  | 3400                                | Czynne wszystkie instrumenty. Najbliższy przelot od powierzchni chmur Jowisza od czasu rozpoczęcia fazy naukowej.        |  |
| PJ12                        | 1 kwietnia 2018                | 3500                                | Czynne wszystkie instrumenty                                                                                             |  |
| PJ13                        | 24 maja 2018                   | 3500                                | Czynne wszystkie instrumenty                                                                                             |  |
| PJ14                        | 16 lipca 2018                  | 3500                                | Czynne wszystkie instrumenty                                                                                             |  |
| PJ15                        | 7 września 2018                | 3500                                | Czynne wszystkie instrumenty                                                                                             |  |
| PJ16                        | 29 października 2018           | 3500                                | Czynne wszystkie instrumenty                                                                                             |  |
| PJ17                        | 21 grudnia 2018                | 3600                                | Czynne wszystkie instrumenty. Sonda na półmetku misji.                                                                   |  |
| PJ18                        | 13 lutego 2019                 | 3500                                | Czynne wszystkie instrumenty                                                                                             |  |
| PJ19                        | 7 kwietnia 2019                | 3600                                | Czynne wszystkie instrumenty                                                                                             |  |
| PJ20                        | 30 maja 2019                   | 3600                                | Czynne wszystkie instrumenty                                                                                             |  |
| PJ21                        | 22 lipca 2019                  | 3600                                | Czynna wszystkie instrumenty                                                                                             |  |
| PJ22                        | 13 września 2019               | 3500                                | Czynne wszystkie instrumenty                                                                                             |  |
| PJ23                        | 5 listopada 2019               | 3600                                | Czynne wszystkie instrumenty                                                                                             |  |
| PJ24                        | 28 grudnia 2019                |                                     | |  |
| PJ25                        | 19 lutego 2020                 |                                     | |  |
| PJ26                        | 12 kwietnia 2020               |                                     | |  |
| PJ27                        | 4 czerwca 2020                 |                                     | |  |
| PJ28                        | 27 lipca 2020                  |                                     | |  |
| PJ29                        | 18 września 2020               |                                     | |  |
| PJ30                        | 10 listopada 2020              |                                     | |  |
| PJ31                        | 2 stycznia 2021                |                                     | |  |
| PJ32                        | 24 lutego 2021                 |                                     | |  |
| PJ33                        | 18 kwietnia 2021               |                                     | |  |
| PJ34 (Orbita Rezerwowa)     | 10 czerwca 2021                |                                     | |  |
| Manewr Deorbitacji          | 6 lipca 2021                   |                                     | |  |
| Wejście w atmosferę Jowisza | 1 sierpnia 2021                |                                     | |  |

### Fazy misji
Według pierwotnego planu, przebieg misji Juno był podzielony na trzynaście faz, podczas których zaplanowano wykonanie czterech dużych manewrów silnikowych korekty orbity oraz manewr asysty grawitacyjnej ze strony Ziemi. Rezygnacja z przeprowadzenia manewru zmniejszenia obiegu spowodowała, że sonda, aż do deorbitacji, pozostanie na wstępnie osiągniętej orbicie wokół Jowisza.
| Faza/Manewr                                   | Początek fazy Data manewru                          | Czas trwania (dni) |
| --------------------------------------------- | --------------------------------------------------- | ------------------ |
| Faza przedstartowa                            | 2 sierpnia 2011 (-3 dni przed startem)              | 3                  |
| Faza startowa                                 | 5 sierpnia 2011                                     | 3                  |
| Lot wokółsłoneczny 1 (Inner Cruise 1)         | 8 sierpnia 2011                                     | 63                 |
| Lot wokółsłoneczny 2 (Inner Cruise 2)         | 10 października 2011                                | 597                |
| Manewr DSM-1                                  | 30 sierpnia 2012                                    | –                  |
| Manewr DSM-2                                  | 14 września 2012                                    | –                  |
| Lot wokółsłoneczny 3 (Inner Cruise 3)         | 29 maja 2013                                        | 160                |
| Manewr asysty grawitacyjnej Ziemi             | 9 października 2013                                 | –                  |
| Faza zbliżania (Outer Cruise)                 | 4 listopada 2013                                    | 792                |
| Faza podejścia do Jowisza (Jupiter Approach)  | 5 stycznia 2016                                     | 178                |
| Faza wejścia na orbitę Jowisza                | 1 lipca 2016                                        | 4                  |
| Manewr wejścia na orbitę (JOI)                | 5 lipca 2016                                        | –                  |
| Orbity wstępne (Capture Orbit)                | 5 lipca 2016                                        | 101                |
| Faza manewru zmniejszenia okresu obiegu       | 14 października 2016                                | 7                  |
| Manewr zmniejszenia okresu obiegu (PRM)       | zrezygnowano (pierwotny plan: 19 października 2016) | –                  |
| Orbity 5-6                                    | zrezygnowano (pierwotny plan: 21 października 2016) |                    |
| Orbity badawcze (7-36 + orbita rezerwowa 37.) | zrezygnowano (pierwotny plan: listopad 2016)        |                    |
| Faza deorbitacji                              | Marzec 2021                                         | 5,5                |
| Planowany koniec misji (deorbitacja)          | Marzec 2021                                         | –                  |

## Zespół i koszty misji
Misja jest prowadzona dla NASA przez Jet Propulsion Laboratory w Pasadenie. Kierownikiem misji (Principal Investigator) jest dr Scott Bolton z Southwest Research Institute w San Antonio, Teksas. Głównym naukowcem projektu (Project Scientist) jest Steve Levin z Jet Propulsion Laboratory. Sonda została skonstruowana w zakładach koncernu Lockheed Martin Space Systems w Denver, Kolorado.
Całkowity koszt misji, od etapu planowania do jej zakończenia, ma wynieść 1 miliard 130 milionów USD.